# Історія Луганської області
Луганська область утворена 3 червня 1938 року, до 1990 року називалась Ворошиловградська область.
Розташована в східній частині України, в басейні середньої течії Сіверського Дінця. На північному сході та сході межує з Білгородською, Воронезькою і Ростовською областями Росії. На заході з Донецькою і Харківською областями України.

## Доісторична доба

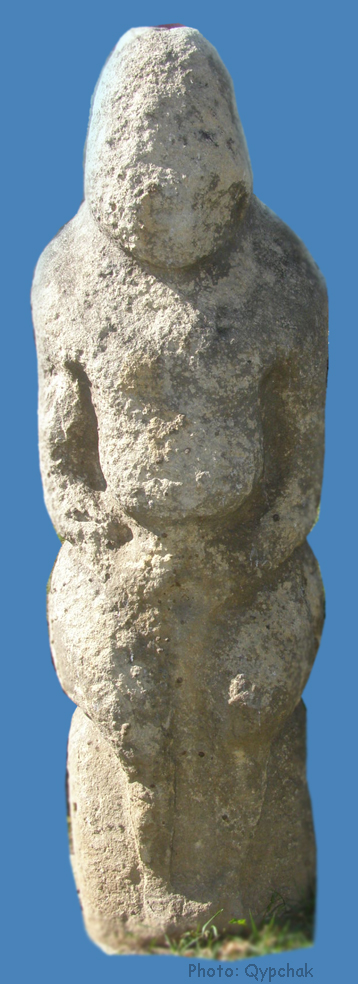
Ідол з с. Кам'янки

Луганська область має давню історію. Перші пам'ятки відносяться до палеолітового часу. В епоху міді-бронзи тут мешкали скотарські та землеробські племена, які залишили після себе численні курганні могильники та поселення.
Найбільш древнім народом, що жив на території Луганської області, про що є згадки в письмових джерелах, були кімерійці.
З початком залізної доби з'являються кочові племена іранського походження — скіфи і сармати, потім — алано-болгарські племена (праболгари).

## Середні віки

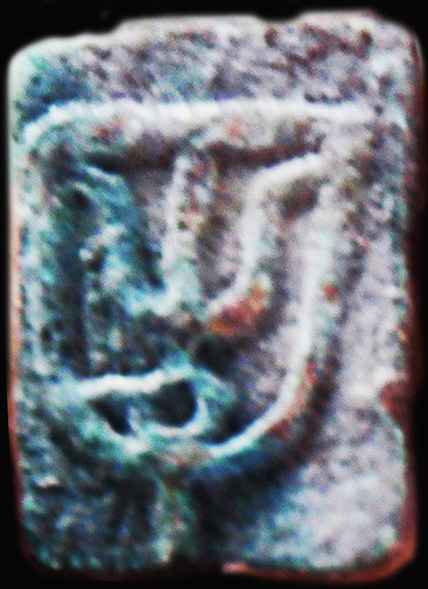
Тризуб. Орнамент на бляшці, виявленій на місці літньої ставки золотоординського хана. XIV ст.

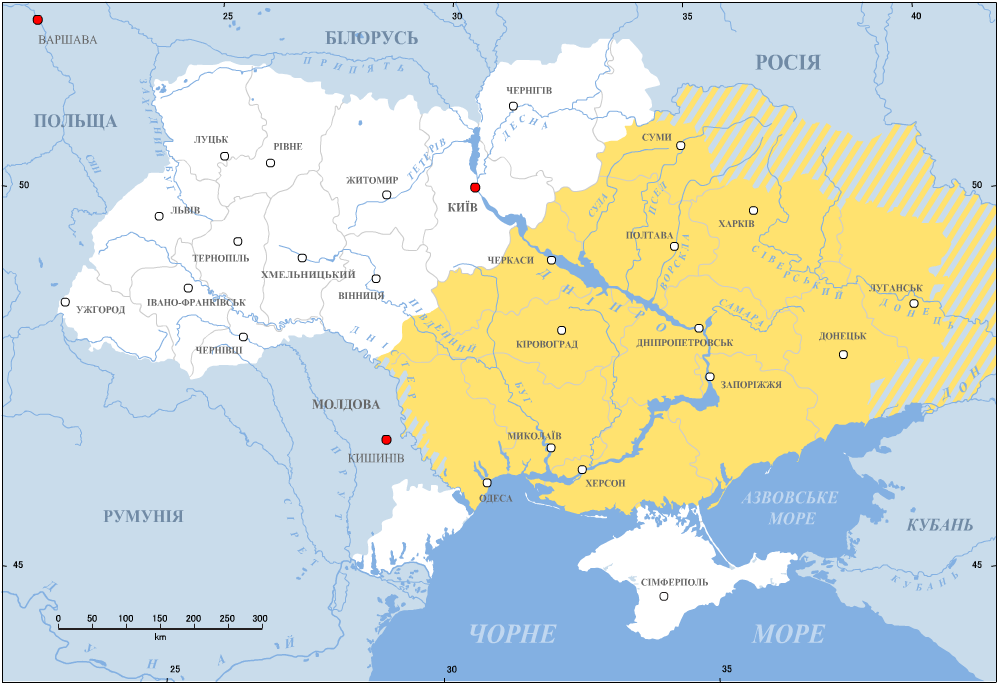
Карта Дикого Поля (у вузькому розумінні) (17 століття)

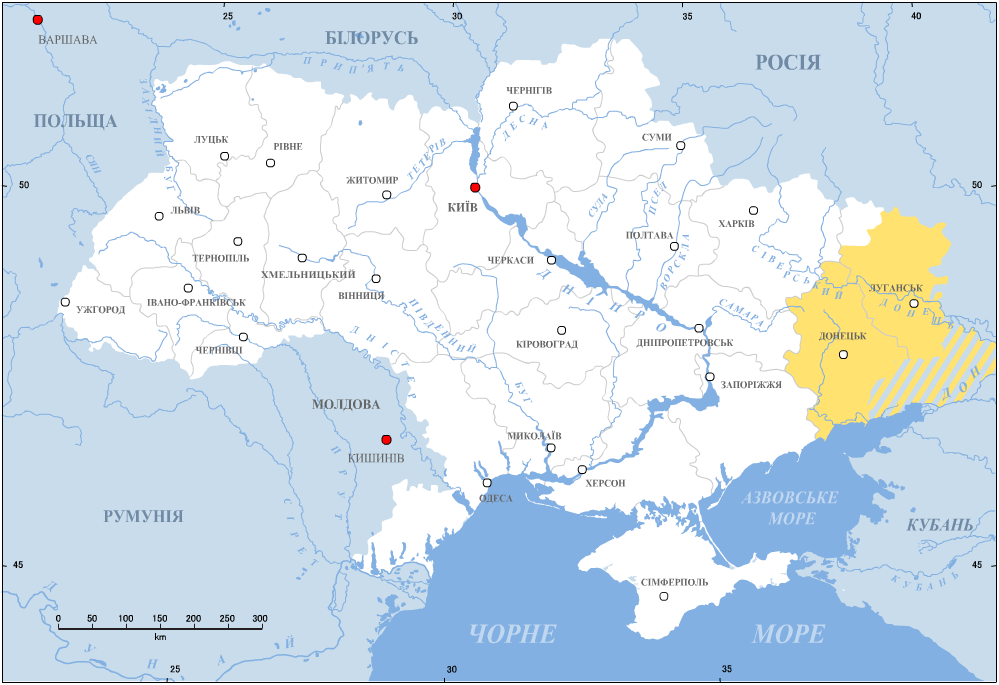
Карта історичного краю Донщина

У IX-XIII століттях басейн Сіверського Дінця заселяли кочові племена тюркського походження: печеніги, торки, половці. На території області виявлено та досліджено половецькі курганні поховання, поблизу яких, як правило, знаходилися кам'яні статуї (баби).
Після татаро-монгольської навали половці підпорядкувались новим завойовникам. У 1360-х роках Абдулах-хан у Подінців'я (неподалік сучасного села Шипилівка Попаснянського району) тимчасово переніс столицю Золотої Орди.
З середини XV століття у результаті розпаду Золотої Орди донецькі степи опинилися в центрі запеклої боротьби між Великою Ордою і Кримським ханством. Постійні війни призвели до того, що ці землі стали називати «Дике поле». Терени майбутнього Луганського, як і всього Середнього Подінців'я, перебували під контролем кримських та ногайських татар. Сіверський Донець ділив Подінців'я на лівобережне — ногайське та правобережне — кримське. Перебування кримських татар у Середньому Подінців'ї мало, як мирний, господарський, так і військовий характер. На цих землях були кочовища кримських татар, де вони влітку випасали худобу. Так само через Дике Поле пролягали сакми — військові дороги кримських татар. У середній течії Сіверського Дінця були численні татарські перевози і перелази, якими татари доправлялися на Русь.

## XVII сторіччя. Початок колонізації Дикого поля
Інтенсивне заселення «Дикого поля» почалося у середині XVII століття, коли свої поселення почали будувати запорозькі козаки. У третій чверті XVII ст. до цього процесу приєдналися й українські переселенці, які на той час заселили значні території Слобідської України.
Саме у цей час збільшується кількість переселенців з Правобережної України.
Північна частина сучасної Луганської області у XVII сторіччі належала до земель Ізюмського та Острогозького Слобідських полків.
У заселенні також брали участь донські козаки, що були заслані на північний берег Сіверського Дінця за участь у повстанні Степана Разіна. Вони заснували лише одне поселення Сухарєв городок поблизу сучасного міста Кремінна.

## XVIII сторіччя
На початку 18-го століття кримських татар було остаточно витіснено з території Середнього Подінців'я.

### Булавінське повстання
Донські козаки селилися по Сіверському Дінцю і його лівих притоках Деркулу, Айдару, Боровий. Одна з найдраматичніших сторінок їхньої історії пов'язана з тим, що вони охоче приймали і використовували для роботи в своїх господарствах селян, які втекли від поміщиків. Поміщики скаржилися імператорові Петру І на ці незаконні дії. На їхню вимогу були послані царські війська під командуванням князя Юрія Долгорукого з метою повернення кріпосних селян їх власникам.
Конфлікт досяг свого апогею в 1707 році. Жителі донських станиць і містечок, а разом з ними і селяни кріпаки, об'єднавшись в загін під проводом отамана Кіндрата Булавіна, вирішили виступити проти царських військ. Уночі проти 8 вересня 1707 року повстанці на річці Айдар поблизу Шульгин-містечка розбили їх, а князя Долгорукого убили.
Розправа настала жорстока: Петро І, сконцентрувавши свої війська, за допомогою верхівки козаків Війська Донського розгромив повстанців, а їх ватажок Булавін був змушений застрелитися. За указом імператора всі козацькі містечка, жителі яких брали участь у бунті, були розорені і спалені.

### Українське заселення
Лише в 30-х роках XVIII століття почалося повторне заселення цих земель. Воно велося за рахунок розширення меж Острогозького слобідського полку.

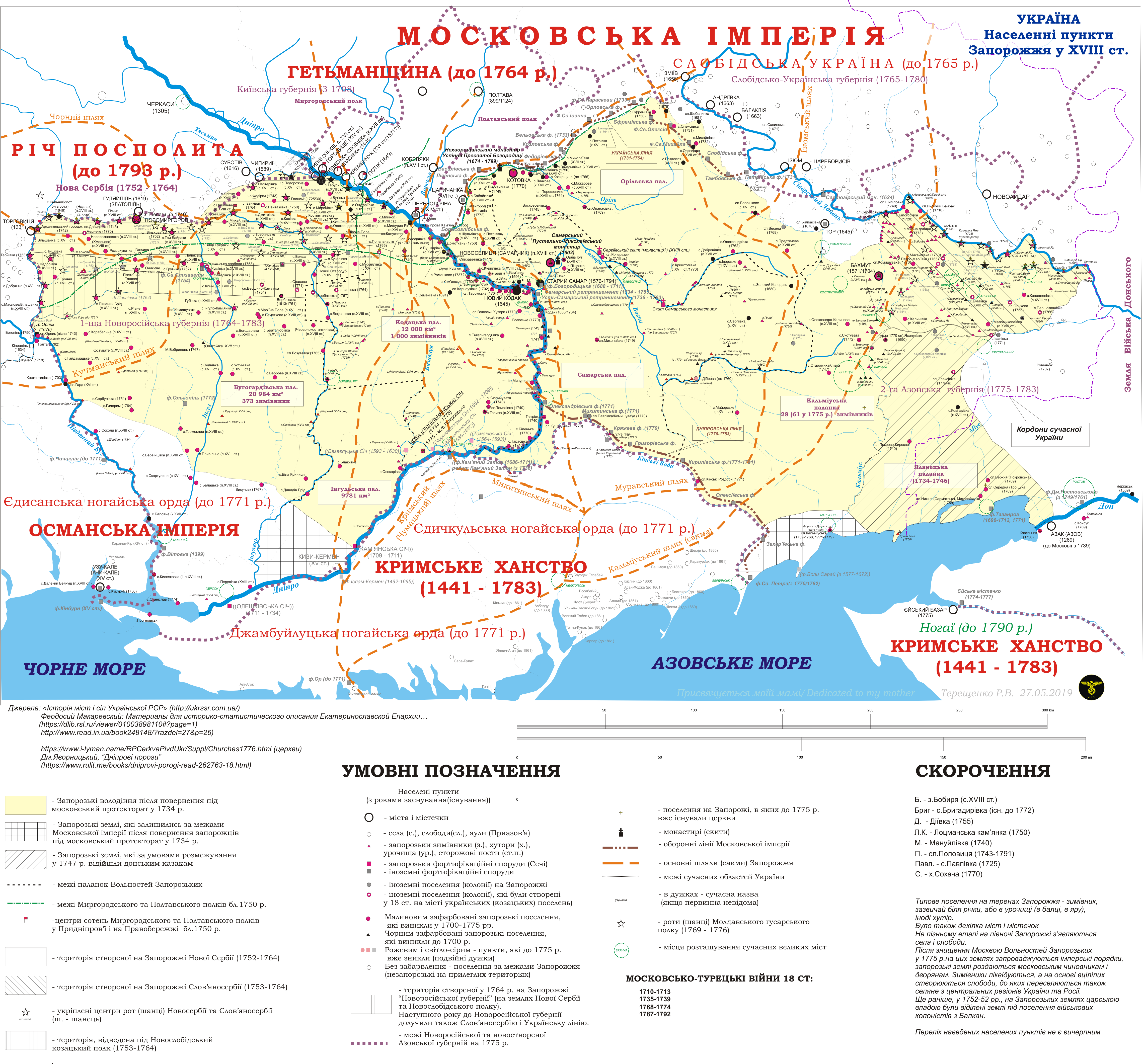
Запорозькі поселення на Луганщині. 18 ст.

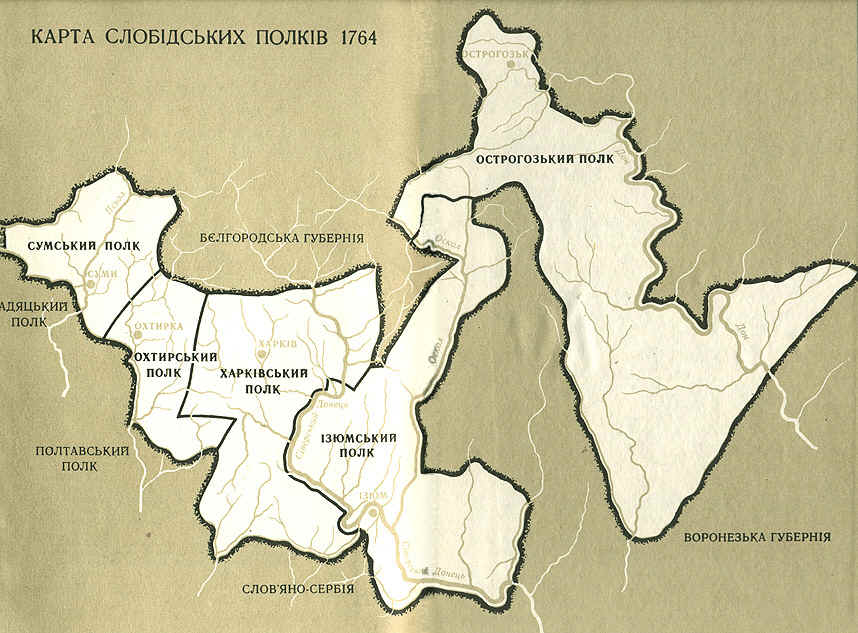
Острогозький полк 1764 р.

Малозаселені території південніше Сіверського Дінця були під цей час у складі Кальміуської паланки Війська Запорозького Низового, на ці території формально поширювалася влада гетьмана Кирила Розумовського.
У середині XVIII сторіччя існують козацькі запорізькі поселення Кам'яний Брід та Вергунка.

### Слов'яносербія
З 1752 року на противагу кримським татарам та запорозьким козакам землі на схід від Бахмуту відторгаються царським урядом під військові поселення для вихідців із балкан на чолі з Шевичем та Райком Депрерадовичем — Слов'яносербію, серед шанців якої і Кам'яний Брід, і Вергунка.
1775–1783 рр. Слов'яносербію передають у підпорядкування Азовської губернії.

### Виникнення промисловості
У першій чверті XVIII сторіччя почалися роботи з дослідження в краї покладів кам'яного вугілля, перші промислові розробки якого було розпочато в 1790 році в районі Лисячого Байраку (Лисичанськ) для потреб Чорноморського флоту.
1790 рік. Запрошеному на російську службу шотландському інженерові Карлу Гаскойну було доручено провести розвідку покладів руд та кам'яного вугілля в районі Слов'яносербії. Гаскойн виконав доручення й запевнив владу, що знайдені копальні залізної руди й кам'яного вугілля обіцяють величезну кількість цих мінералів найліпшої якості.
14 листопада 1795 р. Виходить дозвіл на заснування першого на півдні імперії чавуноливарного заводу, зі створенням якого найчастіше й пов'язують заснування міста Луганська. Села Кам'яний Брід (1755) та Вергунка були першими населеними пунктами, що прийняли будівельників і робітників Луганського ливарного заводу. У 1796 році Карл Гаскойн розпочинає будівництво Луганського ливарного заводу, робітниче селище якого згодом переросло в сучасне м. Луганськ.
У жовтні 1800 року завод дав перший чавун. Для виплавки металу вперше в Росії було застосовано кокс, випалений у Лисичанську. З цього часу Луганщина інтенсивно розвивалась як вугільно-металургійний комплекс.

## XIX сторіччя

Сучасна схема Донзалізниці

Землі. У першій половині XIX сторіччя землі області входили до різних губерній: Старобільський повіт — до Харківської, Слов'яносербський та Бахмутський повіти — до Катеринославської; до складу війська Донського входили землі Станично-Луганського, Свердловського, Антрацитівського районів. До складу Воронезької губернії входила частина Біловодського району.
Залізниця. 1878 рік. Урочисте відкриття Донецької кам'яновугільної залізниці загальною протяглістю 389 верст. Це була перша залізниця на сході України, і 1878 року були відкриті три її ділянки: «Микитівка—Дебальцеве — Довжанська», «Дебальцеве — Попасна — Краматорське» та «Дебальцеве — Луганський завод». У Луганському побудовано вокзал, створено управління залізниці та поруч зі станцією закладено залізничне училище. Власне, з того часу й почався відлік історії Донецької залізниці.
Заводи. У 1895 році в Луганську споруджується патронний, у 1896 році — паровозобудівний заводи. У ці роки почали діяти емалювальний, спиртоочисний, пивоварний, шкіряний та інші заводи.
Іконопис. Наприкінці ХІХ — на початку ХХ ст. на Луганщині склалася власна традиція домашнього іконопису — так звані «вдягнені» ікони. Вони мали блакитний фон, ретельно виписані найдрібніші деталі, великі і круглі зіниці у зображуваних персонажів. Оклади для таких ікон виготовлялися з дорогої тканини (як правило, з оксамиту), оздоблювалися шитвом, намистинками, камінчиками, фольгою. Колекція луганських ікон наявна у експозиції Музею української домашньої ікони Історико-культурного комплексу «Замок Радомисль».

## XX століття

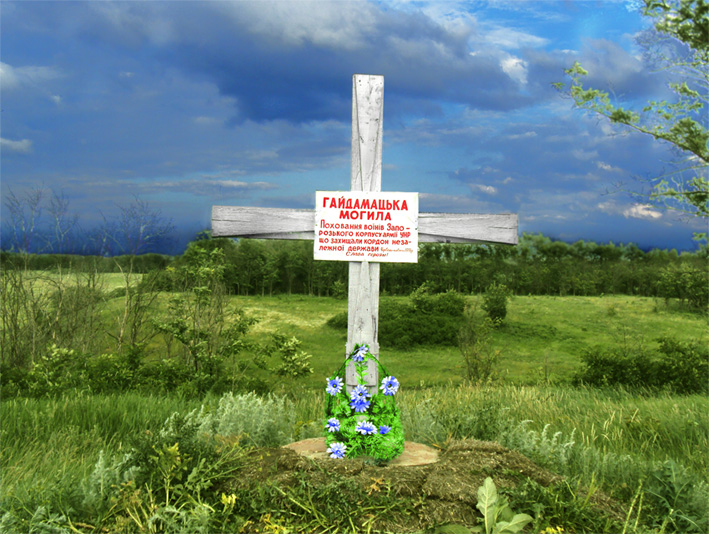
Поховання вояків Запорозького корпусу армії УНР, що захищали державний кордон у 1918 р. Село Можняківка

Луганський паротяг «Йосип Сталін», 1937

### Радянсько-українська війна
На середину 1917 року стають українськими 24, 25 і 26 полки колишньої царської армії. В містах їхнього квартирування — Маріуполі, Бахмуті, Луганську — утворюються перші загони «Вільного козацтва». Поступово рух «вільних козаків» поширюється за лінією Бахмут-Лисичанськ-Луганськ й окремо — у Маріуполі.
До глибокої осені 1917 року (а в Маріуполі й Луганську до грудня 1917) українські партії й військові організації «Вільного козацтва» висувають своїх представників у ради Лисичанська, Слов'яносербська, Бахмута, Юзівки, Єнакієво, Слов'янська, Гришине, Костянтинівки, Дружківки, Волновахи, Ясинувату, Авдіївки. Водночас у деяких повітах утворені т.зв. "Українські повітові ради".
Виникає перша українська преса. Так, 1918 р. в Бахмуті вийшов перший номер часопису «Вільне слово», де між іншим, були опубліковані вірші молодого Володимира Сосюри. Українське відродження поступово набирає темпів, змушуючи рахуватися з собою навіть тамтешні російські пресові органи. Починаючи з літа 1917 року звернення й статті з українського питання друкує елітарний «Южный Край».
З втратою впливу на солдатські й шахтарські маси, розвалом свого запілля у повітах, на жовтень 1917 року в Донбасі склалися умови, коли влада Київської Центральної Ради була реальною лише в тих містах та селах навколо них, де квартирують українські полки і діють організації «Вільного козацтва» (Маріуполь, Луганськ, Бахмут). Осінь 1917 позначилася на Донеччині локалізацією українського руху в трьох вищезгаданих містах. Територія ж інших міст та повітів являла собою розбурхане море більшовицької влади.
Жовтнем 1917 року закінчується перший період Революції у Донецькому краї. Листопадом-груднем 1917 р. розпочинається другий період: втрата останніх українських центрів й зайняття терену Радянською владою.

### Повстанський рух за часів більшовиків (1917—1921, 1930—1931)
Однак проти більшовицької влади піднялась частина населення. У 1918–1921 роках північ Луганщини охопив масовий збройний рух. У ньому брали участь переважно селянсько-анархістські формування. Водночас деякі загони були підпорядковані збройним силам УНР. З деякими перервами повстанський рух проіснував до 1931 року.

### Луганщина за часіврадянської окупації України
З метою об'єднання в одне ціле вугільних районів басейна у лютому 1919 року було утворено Донецьку губернію з центром у місті Луганськ, яка існувала з 1919 до 1925 року. 4 січня 1920 року центром Донецької губернії стало місто Луганське.
див. також: Донецька губернія

### Голодомор 1932—1933років

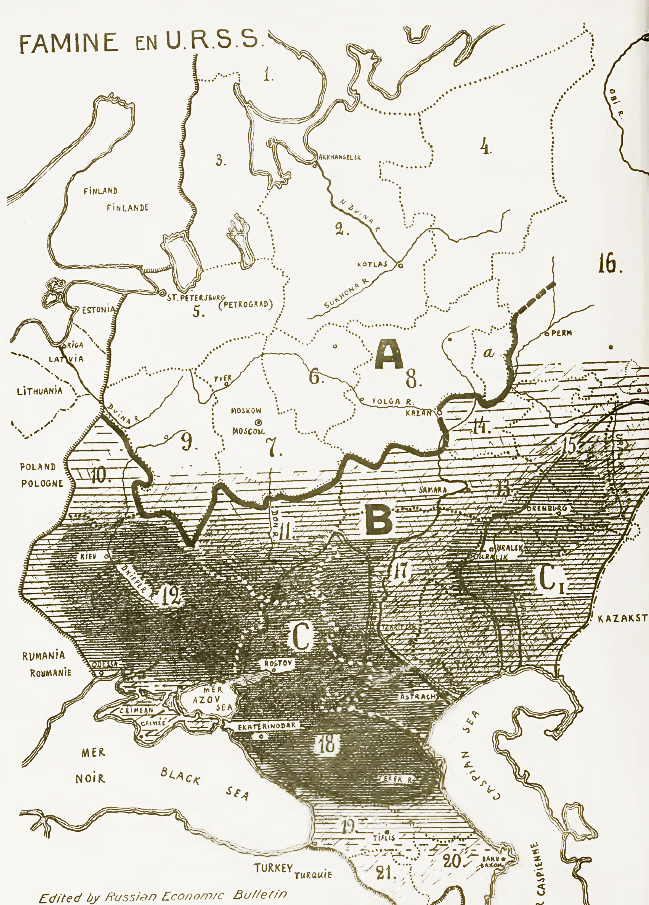
Мапа Голодомору 1932—1933 років. Українців виморювали голодом на їхній етнічній території. Що густіше штрихування — тим сильніше розміри лиха. A — райони споживчої смуги, B — райони виробничої смуги. C — українська етнічна територія.

У 1932—1933 роках на Луганщині, як і на інших українських землях сталінський режим радянської влади створив штучний голодомор для населення. У Донецькій області, до якої належала тоді територія нинішньої Луганської області, за підрахунками британського дослідника Роберта Конквеста, від голоду вмерло до 20 % населення. Найбільше постраждали українські села та станиці. Деякі села вимерли вщент у 1933 році або майже повністю. У середньому ж села Луганської області внаслідок комуністичного геноциду 1933 року втратили приблизно половину свого населення, яке було переважно українським по національності. Найстрахітливішими наслідки Голодомору були у Верхньотеплівському, Новопсковському, Старобільському, Біловодському та Рубіжанському районах. Цим трагічним подіям присвячений документально-публіцистичний фільм «Закляття безпам'ятства. Голодомор 1932-33 рр. на Луганщині», знятий 2009 року (продюсер — Ірина Магрицька, автор сценарію та режисер — Олександр Крамаренко, оператор — Олексій Мовсесян).
2 липня 1932 року було утворено Донецьку область, до її складу увійшли 12 міських рад і 23 райони, в тому числі територія нинішньої Луганської області.
До складу області ввійшли Артемівська, Ворошилівська, Горлівська, Кадіївська, Костянтинівська, Краматорська, Краснолуцька, Луганська, Макіївська, Маріупольська, Риківська, Сталінська міські ради й Гришинський, Лисичанський, Ровеньківський, Сорокинський та Чистяківський райони республіканського підпорядкування.
Обласним центром був Артемівськ, а з 16 липня 1932 — Сталіно.
3 червня 1938 року Донецьку область була розділено на Сталінську і Ворошиловоградську області, до складу останньої увійшли 4 міста, 28 районів. На січень 1939 року в області мешкало 1 млн. 837 тис. чоловік, з яких — 65,8 % сільського населення, 34,2 % — міського.
Про історію краю у часи ІІ світової війни див.: Донбаська операція (1943)
У 1958 році область перейменована в Луганську, у 1970 році перейменована у Ворошиловградську, а з 1990 року — знову змінена в Луганську область.

### Документи
- Указ Президії Верховної Ради УРСР від 5.3.1958 «Про перейменування Ворошиловградської області і міста Ворошиловград»
- Указ Президії Верховної Ради УРСР від 5.1.1970 «Про перейменування міста Луганська і Луганської області»
- Указ Президії Верховної Ради Української РСР від 4.5.1990 «Про перейменування міста Ворошиловграда та Ворошиловградської області»